# Frazer Will
Frazer Will (ur. 10 maja 1982) – kanadyjski judoka. Olimpijczyk z Pekinu 2008, gdzie zajął siódme miejsce wadze ekstralekkiej.
Uczestnik mistrzostw świata w 2005, 2007, 2010 i 2011. Startował w Pucharze Świata w latach 2004, 2005 i 2007-2012. Piąty na igrzyskach panamerykańskich w 2007 i 2011. Zdobył pięć medali na mistrzostwach panamerykańskich w latach 2005 - 2011. Trzeci na igrzyskach frankofońskich w 2009. Dziewięciokrotny medalista mistrzostw Kanady w latach 2002-2011.

## Letnie Igrzyska Olimpijskie 2008
| Konkurencja | Eliminacje           | Repasaże                       | Repasaże              | Repasaże               | Klas. końcowa |
| Konkurencja | Przeciwnik I         | Przeciwnik I                   | Przeciwnik II         | Przeciwnik III         | Miejsce       |
| ----------- | -------------------- | ------------------------------ | --------------------- | ---------------------- | ------------- |
| 60 kg       | Ruben Houkes (NED) P | Lawrendios Aleksanidis (GRE) Z | Javier Guédez (VEN) Z | Rishod Sobirov (UZB) P | 7.            |